# Хронологија СФРЈ и СКЈ фебруар 1972.
Хронолошки преглед важнијих догађаја везаних за друштвено-политичка дешавања у Социјалистичкој Федеративној Републици Југославији (СФРЈ) и деловање Савез комуниста Југославије (СКЈ), као и општа политичка, друштвена, спортска и културна дешавања која су се догодила у току фебруара месеца 1972. године.
| ← јануар | ← јануар | ← јануар | ← јануар | ← јануар | ← јануар | ← јануар | ← јануар | ← јануар | Хронологија СФРЈ и СКЈ током 1972. године | Хронологија СФРЈ и СКЈ током 1972. године | Хронологија СФРЈ и СКЈ током 1972. године | Хронологија СФРЈ и СКЈ током 1972. године | Хронологија СФРЈ и СКЈ током 1972. године | Хронологија СФРЈ и СКЈ током 1972. године | Хронологија СФРЈ и СКЈ током 1972. године | Хронологија СФРЈ и СКЈ током 1972. године | Хронологија СФРЈ и СКЈ током 1972. године | Хронологија СФРЈ и СКЈ током 1972. године | Хронологија СФРЈ и СКЈ током 1972. године | Хронологија СФРЈ и СКЈ током 1972. године | март → | март → | март → | март → | март → | март → | март → | март → |
| 1        | 2        | 3        | 4        | 5        | 6        | 7        | 8        | 9        | 10                                        | 11                                        | 12                                        | 13                                        | 14                                        | 15                                        | 16                                        | 17                                        | 18                                        | 19                                        | 20                                        | 21                                        | 22     | 23     | 24     | 25     | 26     | 27     | 28     | 29     |

### 1. фебруар
- У Београду одржан састанак Извршног бироа Председништва СКЈ на ком је припремљен програм конкретних акција и задатака у циљу спровођења одлука Друге конференције СКЈ.
- У Београду одржан састанак Председништва Социјалистичке омладине Југославије (СОЈ) разматрано је питање усвајања Акционог програма Председништва СОЈ, функционисање органа СОЈ-а и усвајање ставова о припреми женске омладине за општенародну одбрану.

### 2. фебруар
- У Адис Абеби одржан састанак Савета безбедности Организације уједињених нација (ОУН). Ово је био први састанак Савета безбедности одржан на тлу Африке и поводом тога председник Републике Јосип Броз Тито је упутио поруку у којој је изразио пуну подршку Југославије свим покретима народа који се боре за цоја легитимна права.
- У посети Чехословачкој Социјалистичкој Републици, од 2. до 5. фабруара, боравио савезни секретар за спољну трговину Мухамед Хаџић. Он је током боравка у Чехословачкој водио разговоре са мнистром спољне трговине ЧССР Андрејом Барчаком, са којим је анализирао дотадашње резултате трговинске размене између ЧССР и СФРЈ и њен даљи развој.
- У посети Републици Италији, 3. и 4. фебруар, боравили чланови Председништва СКЈ Вељко Влаховић и Димче Беловски. Они су током боравка у Италији водили разговоре са генералним секретаром Комунистичке партије Италије Луиђи Лонгом и његовим замеником Енриком Берлингуером о проблемима интеграционих односа у Европи и о иницијативама за унапређивање билатералне сарадње.
- У Сапору (Јапан), од 3. до 13. фебруар, одржане XI зимске олимпијске игре. Представници СФР Југославије (26 учесника који су се надметали у 4 спортске дисциплине) на овим олимпијским играма нису постигли ниједну медаљу. Најбољи резултат од југословенских спортиста остварио је скијаш Данило Пудгар, освојивши 8 место на 90 m скакаоници, у конкуренцији од 52 такмичара.

### 4. фебруар
- У посети Југославији, 4. и 5. фебруар, боравио Анвар ел Садат, председник Арапске Републике Египат. Током посете он се на Брионима сусрео са председником Републике Јосипом Брозом Титом са којим је водио разговоре о актуленој међународној ситуацији, а посебно жариштима криза као што су Блиски исток, Индокина и др, као и о билатералној сарадњи између Египта и СФРЈ. Током разговора председник Садат је упознао председника Тита са резултатима разговора које је водио са највишим руководством Совјетског Савеза, приликом његове недавне посете Москви.

### 7. фебруар
- У Нишу по први пут извршена додела Награде „Бранко Миљковић“ за песништво. Одлуком Скупштине општине Ниш за најбољу књигу песама у 1971. години награђен је Милутин Петровић за збирке песама „Тако она хоће“ и „Дрзновено рождество“.

### 12. фебруар
- У посети Социјалистичкој Републици Румунији боравио председник Извршног бироа Председништва СКЈ Стане Доланц. Током посете он је са званичницима Румунске комунистичке партије водио разговоре о актуелним међународним питањима и сарадњи две партије.

### 14. фебруар
- У посети Народној Републици Пољској, од 14. 19. фебруар, боравио председник Савезне скупштине Мијалко Тодоровић.

### 15. фебруар
- У Крагујевцу почео Четврти сусрет самоуправљача, на коме је Едварду Кардељу одлуком Скупштине општине Крагујевац додељена Повеља „Црвени барјак слободе“.

### 17. фебруар
- У Сарајеву одржана седница Републичке конференције Социјалистичког савеза радног народа Босне и Херцеговине (ССРНБиХ) на којој је за новог председеника РК ССРНБиХ изабран Мићо Ракић.

### 18. фебруар
- У Железари „Равне“, у Равнем на Корошкем више од 700 радника железаре у знак протеста обуставило рада. Разлог обуставе рада био је „жеља за скретање пажње на сталне слабости у расподели дохотка и личних доходака, као и нејасност, замршеност и неефикасност самоуправних аката и споразума донетих у овом предузећу“.

### 21. фебруар
- У посети Социјалистичкој Републици Румунији, од 21. до 23. фебруара, боравио савезни секретар за народну одбрану генерал-армије Никола Љубичић.
- У посети Народној Републици Пољској, од 21. до 28. фебруара, боравила делегација ССРНЈ, коју је предводио председник Савезне конференције Вељко Милатовић.

### 23. фебруар
- На Брионима одржан састанак између председника Републике Јосипа Броза Тита и секретара Извршног бироа Председништва СКЈ Станета Доланца, који га је информисао о текућим питањима у Савезу комуниста Југославије.

### 25. фебруар
- У Сарајеву одржане седнице Привредног већа и седница Републичког већа Скупштине СР Босне и Херцеговине на којима је усвојен Друштвени план развоја Босне и Херцеговине за период од 1971. до 1975. године.

### 26. фебруар
- На Брионима одржан састанак између председника Републике Јосипа Броза Тита и председника Савезног извршног већа Џемала Биједића, који га је обавестио о спровођењу стабилизационог програма и непосредним мерама и задацима СИВ-а.

- У посети Југославији, од 26. фебруара до 1. марта, боравила делегација Демократске Народне Републике Кореје, коју је предводио министар иностраних послова Хо Дам. Током посете они су у Савезном секретеријату за иностране послове водили разговоре о унутрашњем развоју двеју земаља и о међународној активности, на којима је изражен интерес за бржи развој билатералних односа.

### 28. фебруар
- Одржана 28 седница Председништва Савеза комуниста Југославије на којој је разматрано питање утврђивања обавеза и непосредних активности Председништва СКЈ и његових органа у остваривању „Акционог програма“, донетог на Другој конференцији СКЈ, као и питање организације рада Председништва СКЈ, његовог Извршног бироа, комисија и др.

### 29. фебруар
- У Загребу одржана седница Сабора СР Хрватске на којој је проглашено 36 амандмана на Устав СР Хрватске, које је Комисија за уставна питања усвојила 4. фебруара. Амандмани су се углавном односили на питање суверенитета, равноправности, језика и друштвене репродукције, као и о физичкој култури и породици. Истог дана Републичко веће Сабора донело је Уставни закон о провођењу амандмана.